# Französische Sprache
Französisch (Eigenbezeichnung: (le) français [(lə) fʁɑ̃ˈsɛ], (la) langue française [(la) lɑ̃ɡ fʁɑ̃ˈsεz]) gehört zu der romanischen Gruppe des italischen Zweigs der indogermanischen Sprachen. Damit ist diese Sprache unter anderem mit dem Italienischen, Spanischen, Okzitanischen, Katalanischen, Portugiesischen und Rumänischen näher verwandt.
Französisch wird von etwa 235 Millionen Menschen täglich verwendet und gilt als Weltsprache, da es von rund 321 Millionen Sprechern auf allen Kontinenten in über 50 Ländern gesprochen wird.
Französisch ist unter anderem Amtssprache in Frankreich und seinen Überseegebieten, in Kanada, Belgien, der Schweiz, in Luxemburg, im Aostatal, in Monaco, zahlreichen Ländern West- und Zentralafrikas sowie in Haiti, während es im arabischsprachigen Nordafrika und in Südostasien als Nebensprache weit verbreitet ist. Zudem ist es Amtssprache der Afrikanischen Union und der Organisation Amerikanischer Staaten, eine der Amtssprachen der Europäischen Union und eine der sechs Amtssprachen sowie neben Englisch Arbeitssprache der Vereinten Nationen, weiterhin Amtssprache des Weltpostvereins.
Französisch ist die fünftmeistgesprochene Sprache der Welt, im Internet wird sie am vierthäufigsten verwendet, außerdem wird sie weltweit am zweithäufigsten als Fremdsprache erlernt. Im Jahr 2050 werden nach Angaben der OIF weltweit rund 700 Millionen Gesamtsprecher leben.
Auf die französische Sprache wirken normierend ein die Académie française, die sogenannte Loi Toubon (ein Gesetz zum Schutz der französischen Sprache in Frankreich), das Office québécois de la langue française (eine Behörde in Québec), der Service de la langue française (eine belgische Institution zur Pflege der französischen Sprache) sowie die Délégation générale à la langue française et aux langues de France.

## Verbreitung

### Französisch in Europa

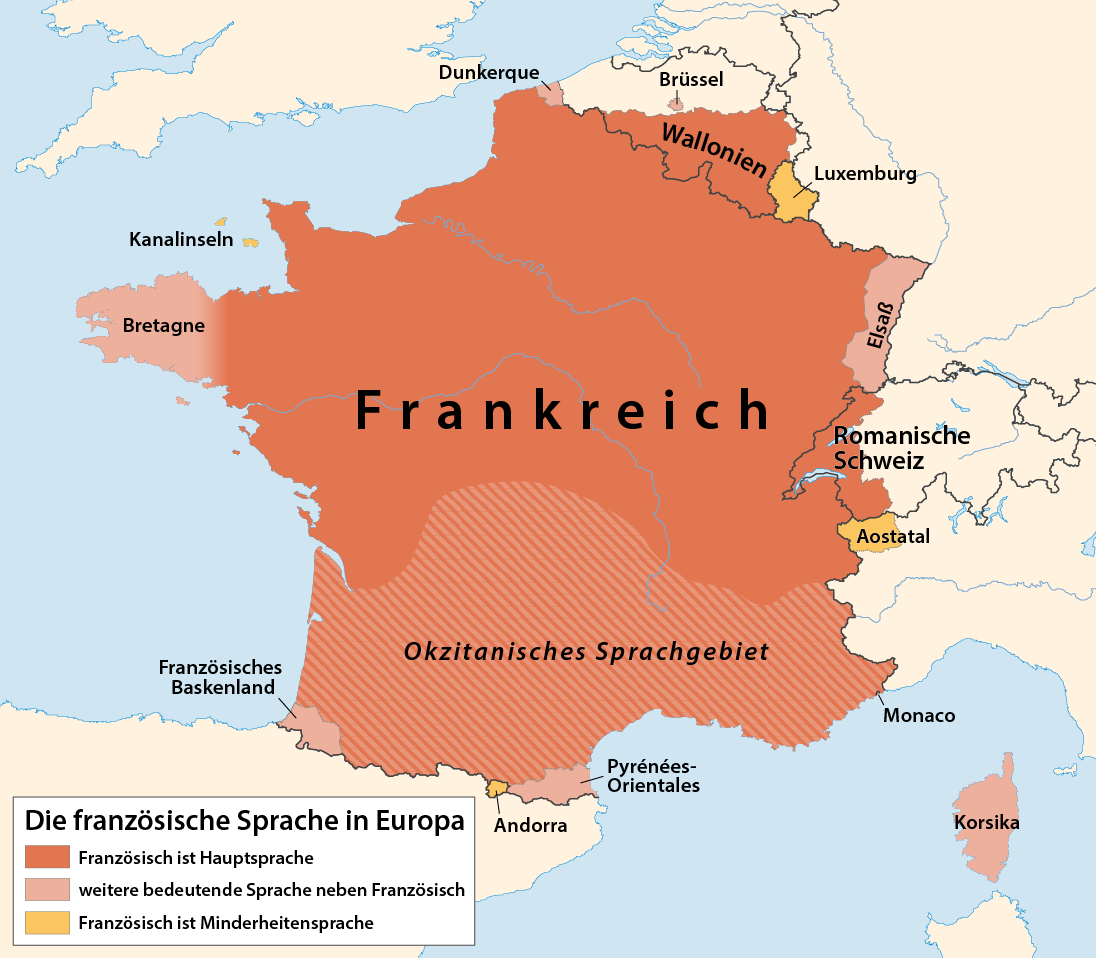
Französisch in Frankreich und in angrenzenden Gebieten

Französisch wird in Europa vor allem in Frankreich selbst, aber auch in Teilen Belgiens (Belgisches Französisch), der Westschweiz (Schweizer Französisch) und im Aostatal (Italien) gesprochen. In Luxemburg und Monaco ist es Amtssprache.
Nach der Eurostat-Studie „Die Europäer und ihre Sprachen“ (Europeans and Languages), die von Mai bis Juni 2005 in den damaligen 25 Mitgliedstaaten der Europäischen Union durchgeführt und im September 2005 veröffentlicht wurde, sprechen 11 % der EU-Bürger Französisch als Fremdsprache. Somit ist Französisch die am dritthäufigsten gelernte Fremdsprache Europas nach Englisch (34 %) und Deutsch (12 %). Französische Muttersprachler sind nach der Studie 12 % der EU-Bürger.
Neben Deutsch und Englisch ist Französisch die wichtigste Amts- und Arbeitssprache der Europäischen Union. Dies liegt unter anderem daran, dass Frankreich ein Gründungsmitglied der Organisation ist und sich viele EU-Institutionen in den hauptsächlich französischsprachigen Städten Brüssel, Straßburg und Luxemburg befinden. Französisch ist ebenfalls die traditionelle interne Arbeitssprache des Europäischen Gerichtshofs, des judikativen Organs der EU, und des Europarats. Allerdings schwindet innerhalb der EU aufgrund der wachsenden Relevanz des Englischen der Einfluss des Französischen auf die Arbeitswelt insgesamt stetig.

### Französisch in der Welt

Französisch als Amtssprache

Proportionaler Anteil von Sprechern

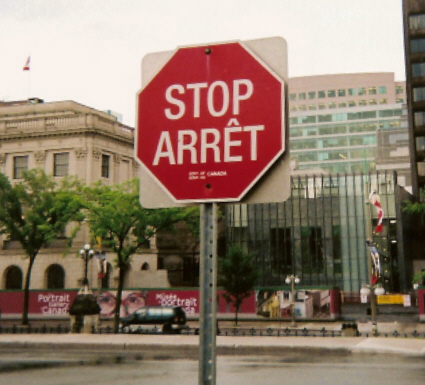
Englisch-französisches Stoppschild am Colline du Parlement in Kanadas Hauptstadt Ottawa

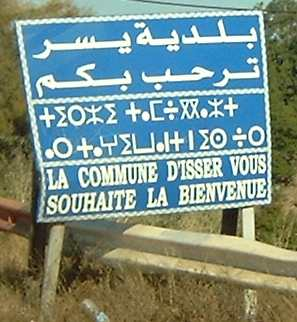
Dreisprachiges Schild der algerischen Stadt Isser (Arabisch, Berberisch und Französisch)

Frankophone Länder in Afrika. Die Bevölkerung dieser Länder betrug 2019 etwa 431 Mio. und wird prognostisch auf 845 Mio. im Jahr 2050 steigen. Französisch ist die am schnellsten wachsende Sprache in Afrika.
Frankophone Länder im weiteren Sinne.
Staaten, deren Amtssprache nicht Französisch ist, die aber der Internationalen Organisation der Frankophonie beigetreten sind.

#### Französisch auf internationaler Ebene
Die französische Sprache gilt als Weltsprache, sie wird auf allen Kontinenten der Erde verwendet und ist Amtssprache zahlreicher wichtiger internationaler Organisationen. Französisch gilt auch im globalisierten Zeitalter, in dem viele gesellschaftliche Bereiche von der englischen Sprache dominiert werden, immer noch als zweite Sprache der Diplomatie.
Französisch ist Amts- bzw. Verkehrssprache der Vereinten Nationen, der Afrikanischen Union, der Organisation Amerikanischer Staaten, des Weltpostvereins (UPU), von Interpol, des Internationalen Olympischen Komitees, der FIFA, der UEFA, der Lateinischen Union, von Reporter ohne Grenzen, von Ärzte ohne Grenzen, der Welthandelsorganisation, der Internationalen Organisation der Frankophonie und von vielen weiteren Institutionen und Organisationen.

#### Rolle des Französischen in einzelnen Ländern
Außer in den Ländern, in denen Französisch als Amtssprache gilt, wie z. B. in den Überseegebieten Frankreichs und Staaten Afrikas, der Antillen und Ozeaniens, wird es in vielen ehemaligen Kolonien Frankreichs und Belgiens als Verkehrs- und Kultursprache gesprochen. In den Staaten des Maghreb ist Französisch als Unterrichts- und Kultursprache erhalten geblieben.
In den Vereinigten Staaten gibt es französischsprachige Minderheiten vor allem in Maine und Louisiana, in geringerem Maße auch in New Hampshire und Vermont. Siehe auch: Französische Sprache in den Vereinigten Staaten.
In der kanadischen Provinz Québec spricht die überwiegende Mehrheit der Menschen Französisch als Muttersprache. Das Quebecer Französisch unterscheidet sich in Bezug auf Grammatik, Aussprache und Vokabular nur in geringem Maße vom Standardfranzösischen. Kleinere französischsprachige Minderheiten gibt es in Ontario, in Alberta, im Süden von Manitoba, im Norden und Südosten von New Brunswick/Nouveau-Brunswick (Neubraunschweig) und im Südwesten Nova Scotias (Neuschottland). Über 20 Prozent der Kanadier sind französische Muttersprachler, und Französisch ist neben dem Englischen gleichberechtigte Amtssprache (siehe auch: Frankophone Kanadier, Französisch in Kanada).
In Mauritius, Mauretanien, Laos, Kambodscha, Vietnam, dem Libanon, auf den Kanalinseln und in Andorra wird die französische Sprache in unterschiedlichem Maße als Bildungs- und Verwaltungssprache verwendet.

## Sprachvarianten der französischen Sprache

Französische Dialekte (gelbliche, grüne und blaue Farbtöne) und andere Sprachgruppen in Frankreich

Französisch ist eine indogermanische Sprache und gehört zu den galloromanischen Sprachen, die in zwei Gruppen unterteilt werden: die langues d’oïl im nördlichen Frankreich und Belgien und die langues d’oc im Süden Frankreichs.
Hierbei ist der Status, was dabei Dialekt und was eigenständige Sprache ist, umstritten. Meistens spricht man von zwei Sprachen und deren jeweiligen Dialekten (im Französischen oft als Patois bezeichnet). Das Französische wird den langues d’oïl zugeordnet und geht auf eine Mundart aus der Île-de-France zurück, der weiteren Umgebung der Hauptstadt Paris.
Sie grenzen sich von den langues d’oc ab, die südlich des Flusses Loire verbreitet sind und eine eigene Sprache darstellen. Die Unterscheidung bezieht sich auf die Form für „ja“ (oc im Süden, < lat. hoc; oïl im Norden, < lat. hoc ille). Zudem ist bei den langues d’oc, die zusammenfassend auch als Okzitanisch bezeichnet werden, der romanische Charakter stärker, während bei den langues d’oïl der Einfluss des altfränkischen Superstrats zu erkennen ist.
Daneben gibt es das Frankoprovenzalische, das mitunter als selbständig gegenüber den anderen beiden galloromanischen Sprachen eingestuft wird. Da es allerdings keine Hochsprache entwickelt hat, wird es auch als Dialekt der langues d’oc angesehen.
Der Gruppe der Oïl-Sprachen zugerechnet wird in der Regel auch das Jèrriais, eine Varietät auf der Kanalinsel Jersey, die sich durch die isolierte geographische Lage strukturell von den Festlandvarietäten unterscheidet.
In vielen afrikanischen Ländern wird Französisch als Zweitsprache gelernt und auch als Amtssprache verwendet (siehe auch Frankophones Afrika). In diesen Ländern ist die Sprache häufig durch einen Akzent, einen spezifischen Wortschatz und grammatische sowie pragmatische Besonderheiten gekennzeichnet.
Aus dem Französischen haben sich außerdem in den ehemaligen (vor allem karibischen) Kolonialgebieten verschiedene französisch geprägte Kreolsprachen herausgebildet. Diese werden wegen ihrer vom Standardfranzösischen stark abweichenden Struktur jedoch meist als eigene Sprachgruppe und nicht als französische Varietät angesehen, wie z. B. Haitianisch-Kreolisch.
Der Kreis der galloromanischen Sprachen:
- Langues d’oïl (französisch)
  - Gallo, Normannisch, Frainc-Comtou, Wallonisch, Picardisch, Lothringisch, Champenois
- Franko-Provenzalisch (Arpitanisch)
- Langues d’oc (Okzitanisch)
  - Provenzalisch, Languedokisch, Gaskognisch, Auvergnatisch

## Geschichte der französischen Sprache

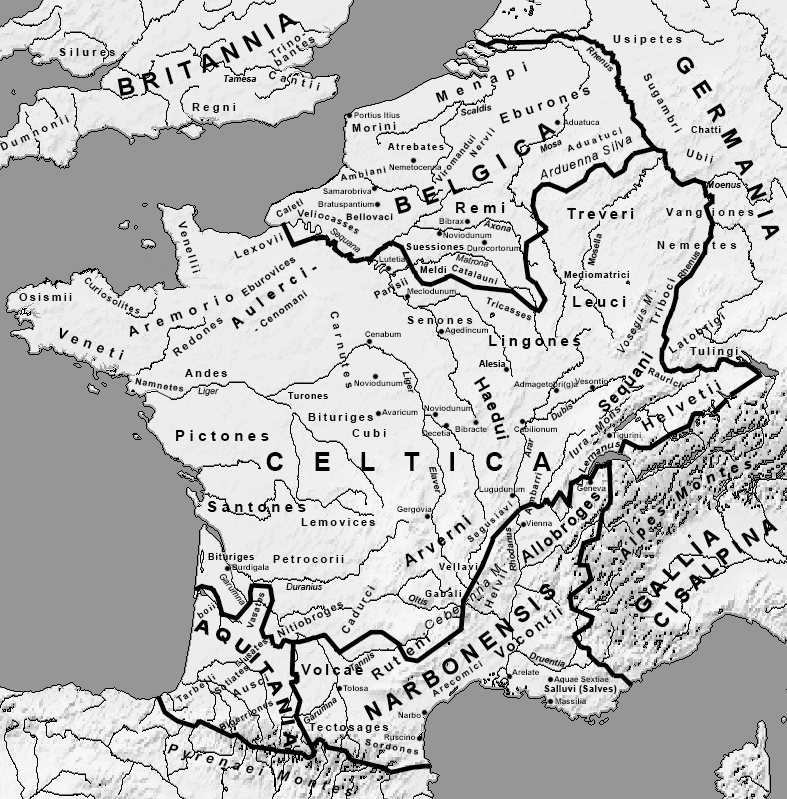
Gallien zur Zeit Caesars (58 v. Chr.)

In Gallien gab es drei große Völker mit eigenen Sprachen: die Kelten (die von den Römern Gallier genannt wurden), die Aquitanier im Südwesten und die Belger im Norden. Die Romanisierung erfolgte in zwei Schritten. Die lateinische Sprache gelangte mit der Einrichtung der römischen Provinz Gallia Narbonensis nach Südfrankreich, beginnend mit der Gründung der Festung Aquae Sextiae (120 v. Chr., heute Aix-en-Provence) und der Siedlung Colonia Narbo Martius (118 v. Chr., heute Narbonne). Ab 58 v. Chr. eroberte Gaius Iulius Caesar Nordgallien im Gallischen Krieg. Anschließend verbreitete sich das Lateinische im ganzen Land.

### Substrateinfluss des Gallischen
Innerhalb eines Zeitraums von vier Jahrhunderten setzte sich das Lateinische gegenüber den einheimischen festlandkeltischen (gallischen) Dialekten durch. Die Romanisierung geschah zunächst in Städten, Schulen und Verwaltungen, erst später in den abgelegenen Gebieten Galliens. Die keltischen Sprachen verschwanden nicht spurlos, sondern fanden mit schätzungsweise deutlich über 240 Wortstämmen Eingang in das gesprochene Vulgärlatein. Infolge der späteren Durchsetzung des Lateinischen in den ländlichen Regionen Galliens blieben vor allem Begriffe keltischer Herkunft aus der Landwirtschaft im Vulgärlatein erhalten, die auch im heutigen Französisch weiter verwendet werden, z. B. aller ‚gehen‘ (vgl. korn. ello ‚er gehe‘), craindre ‚fürchten‘ (vgl. bret. kren ‚Zittern‘), mouton ‚Schaf‘ (vgl. wal. mollt ‚Schafbock‘), soc ‚Pflugschar‘ (vgl. ir. soc ‚Schar, Saugrüssel‘) usw. Verschiebungen im Vokalsystem (o > u, u > y) werden mit dem Gallischen in Verbindung gebracht, aber auch die Zählweise im Zwanziger-System (Vigesimalsystem), die das Standardfranzösische bis heute teilweise beibehält, wird häufig keltischen Einflüssen zugeschrieben (z. B. soixante et onze: sechzig und elf = 71, quatre-vingts: vier(mal)-zwanzig = 80). Letzteres ist wahrscheinlich nicht richtig. Einen solchen Einfluss einer untergehenden Sprache auf die sich durchsetzende Sprache nennt man Substrat.

### Germanisches Adstrat und fränkisches Superstrat
Die gallorömische Bevölkerung im Norden Galliens kam mit germanischen Stämmen hauptsächlich durch Handelsbeziehungen in Kontakt, aber auch durch Söldnerdienste der Germanen in der römischen Armee. Bereits durch diese Kontakte fanden neben dem keltischen Substrat etliche Wörter germanischen Ursprungs Eingang in die französische Sprache. Ein solcher Vorgang einer friedlichen Beeinflussung durch nachbarschaftliche Beziehungen wird Adstrat genannt.
Einen stärkeren Einfluss übten später die westgermanischen Franken aus. Diese eroberten nach dem endgültigen Sieg über eine römische Restprovinz 486 n. Chr. durch Chlodwig I das Gebiet Galliens und prägten den (nord)französischen Wortschatz entscheidend mit. Ca. 700 Wortstämme wurden von den Franken übernommen (z. B. alise ‚Mehl- oder Elsbeere‘ [vgl. nl. els ‚Erle‘, entsprechend dt. Erle], blanc ‚weiß‘, danser ‚tanzen‘ [vgl. ahd. dansōn ‚ziehen, dehnen‘], écran ‚Schirm‘ [vgl. dt. Schrank], gris ‚grau‘, guerre ‚Krieg‘ [vgl. mnl. werre ‚Ärgernis, Verwirrung‘, entsprech. dt. wirr], jardin ‚Garten‘, lécher ‚lecken‘, saule ‚Salweide‘). Außerdem sind Ortsnamen in Nordfrankreich, die auf -court, -ville und -vic enden, meist fränkischer Herkunft. Hierbei vollzog sich der geschichtlich bemerkenswerte Vorgang, dass sich die Franken sprachlich dem Vulgärlatein der besiegten gallo-romanischen Bevölkerung bis auf wenige verbleibende fränkische Einflüsse anpassten. Eine solche Sprache, die u. a. zur Aufnahme von Wörtern aus der Sprache der Sieger in die sich durchsetzende Sprache der Besiegten führt, nennt man Superstrat.
Dieser Vorgang zog sich vom 5. bis zum 9. Jahrhundert hin. Noch Karl der Große (Krönung 800 n. Chr.) sprach als Muttersprache Fränkisch. Nur ganz im Norden Galliens konnte durch die fränkische Eroberung die germanisch-romanische Sprachgrenze in das heutige Belgien hinein verschoben werden. Die fortgesetzte Dominanz des Vulgärlateins erklärt sich unter anderem aus dem seit der Antike hohen Prestige des Lateinischen als Sprache einer hochentwickelten Kultur sowie aus der weitgehenden Übernahme der römischen Verwaltung in nachrömischer Zeit. Auch die fränkische Lex Salica, in der sich römisches Rechtsdenken mit germanischen Elementen verband, begünstigte diese Entwicklung.
Fränkischen Einflüsse auf das Romanische schlugen sich nicht nur im Wortschatz nieder, sondern auch im Lautsystem (etwa das sogenannte h aspiré, das „behauchte“, doch tatsächlich stumme h, das im Wortanlaut wie ein eigenständiger Konsonant wirkt) sowie in der Wortstellung (z. B. Voranstellung einiger Adjektive vor Nomen: une grande maison „ein großes Haus“ sowie Inversion bei Fragen: puis-je? „kann ich?“).

### Ausbildung des Franzischen zur Sprache des Königreichs im Mittelalter
Bereits zur Zeit Karls des Großen wich die Aussprache des Vulgärlateins in Gallien erheblich von der lateinischen Schriftsprache ab. Daher veranlasste er, angeregt von Alkuin, die karolingische Bildungsreform, die die Lehre des Lateins in seiner klassischen Form unterstützen sollte. Das Festhalten am klassischen Latein auch im mündlichen Gebrauch des Klerus und die gleichzeitige Ausbildung der romanischen Volkssprache erschwerten die Kommunikation zwischen Kirche und Bevölkerung; die Gläubigen verstanden die Predigten der Priester nicht. Auf dem Konzil von Tours wurde 813 eine dem Volk verständliche Sprache für Predigten vorgeschrieben. Latein blieb jedoch als Schriftsprache erhalten. Das Konzil von Tours gilt als Beleg eines zu diesem Zeitpunkt bereits bestehenden Bewusstseins davon, dass die gesprochene Sprache in Gallien inzwischen eine andere war als das Lateinische.

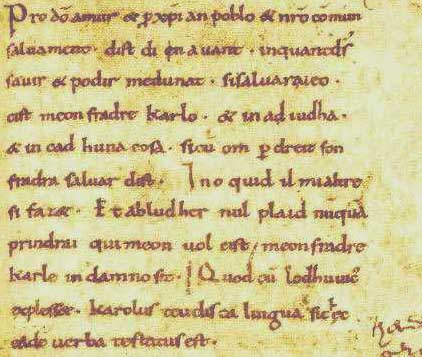
Auszug aus den Straßburger Eiden/Les Serments de Strasbourg

In der nördlichen Hälfte Galliens bildeten sich Dialekte heraus, die später unter dem Begriff Langues d’oïl zusammengefasst wurden, während im südlichen Landesteil die Langues d’oc entstanden. Benannt wurden die beiden großen romanischen Volkssprachen Galliens nach dem jeweiligen Wort für „ja“; aus „oïl“ wurde im späteren Französisch das Wort „oui“. Der erste schriftliche Beleg der (nord)französischen Sprache sind die Straßburger Eide, die 842 auf Altfranzösisch und Althochdeutsch verfasst wurden. Im offiziellen Gebrauch blieb Latein dennoch noch während Jahrhunderten vorherrschend, als Kanzleisprache ebenso wie als Wissenschaftssprache.
Unter den Kapetingern kristallisierten sich Paris und die Île-de-France allmählich als politisches Zentrum Frankreichs heraus, wodurch der dortige Dialekt, das Franzische, zur Hof- und schließlich zur Hochsprache reifte. Im Osten des Landes, in Burgund, der Champagne und Lothringen, hielten sich unterdessen die nordostfranzösischen Dialekte, und im Süden brachten die Langues d'oc eine eigene Schriftsprache hervor, die in der Troubadour-Lyrik ihre Blüte erlebte und an den Adelshöfen Südfrankreichs, aber auch Italiens und Spaniens gepflegt wurde.
Nachdem Wilhelm der Eroberer im Jahr 1066 den englischen Thron bestieg, wurde das normannische Französisch Amtssprache im Königreich England (bis 1362). Die germanische Volkssprache des Landes (englische Sprache) wurde stark vom Französischen geprägt, was insbesondere im bis heute hohen Anteil romanischer Wörter seinen Ausdruck fand.
Infolge der zunehmenden Zentralisierung der politischen Macht in Frankreich am Königshof – und damit im Norden des Landes – wurden alle anderen Sprachen und Mundarten Frankreichs in einem langen, bis zum 20. Jahrhundert dauernden Prozess zurückgedrängt. Am 15. August 1539 erließ König Franz I. das Edikt von Villers-Cotterêts, durch das das Lateinische als Kanzleisprache endgültig von der Volkssprache abgelöst werden sollte. Dies bedeutete vor allem die Einführung des Französischen, doch wurden daneben in einzelnen Provinzen, insbesondere im Süden, auch weitere Volkssprachen als Kanzlei- und Gerichtssprachen akzeptiert. Erst die Französische Revolution und die Schul- und Medienpolitik des 19. und 20. Jahrhunderts führten dazu, dass regionale Sprachformen zunächst aus dem öffentlichen Raum und schließlich auch aus den Familien weitgehend verschwanden. Heute spricht – im Gegensatz zur Zeit des Ancien Régime – die überwiegende Mehrheit der französischen Bevölkerung Französisch, das seit der Revolution als „die“ Sprache der Republik und damit als die Sprache der Moderne und des Fortschritts gilt.

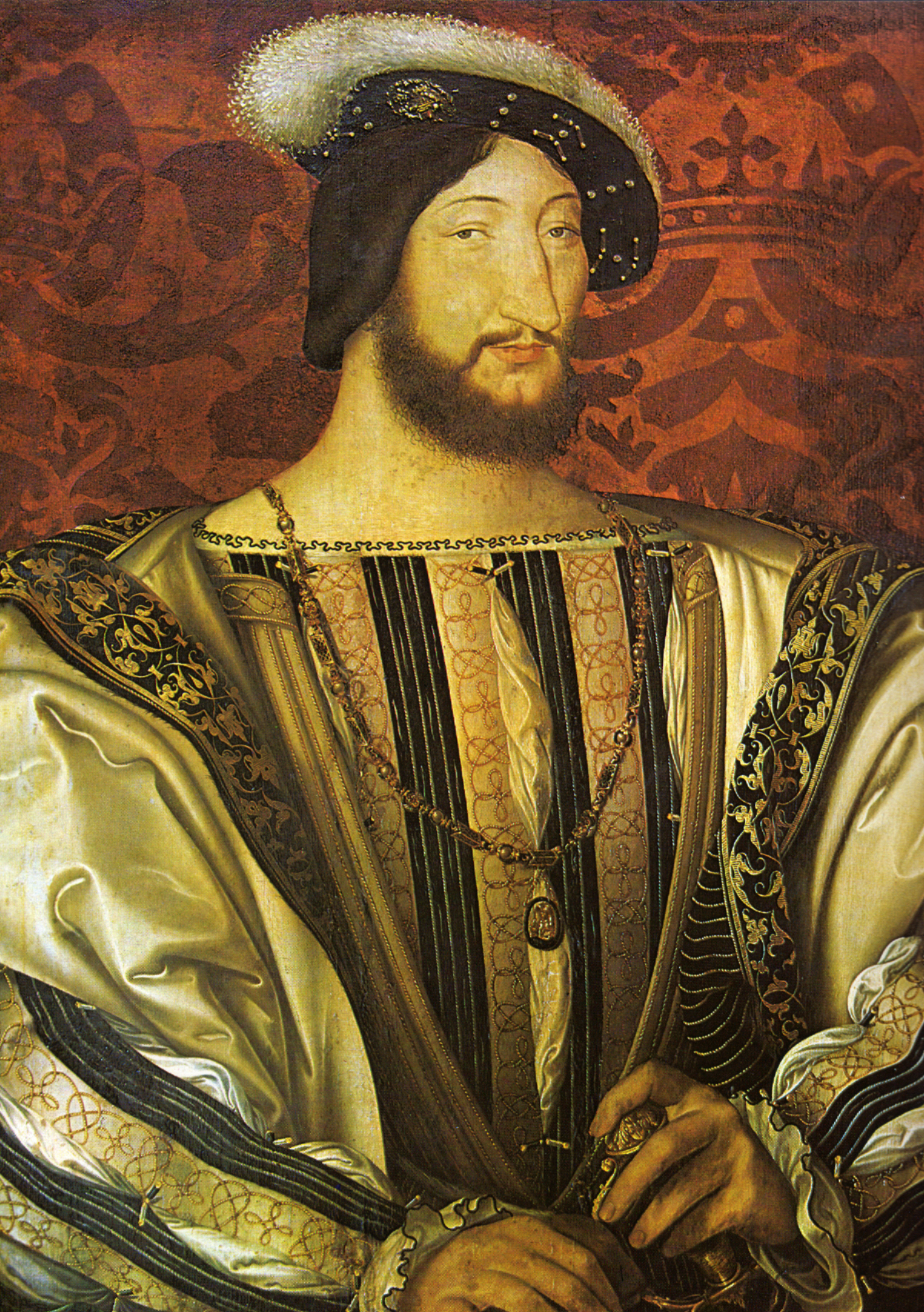
Franz I. (François I^{er}): Unter seiner Herrschaft wurde Französisch zur Amtssprache in Frankreich.

Sprachgeschichtlich spricht man im Zeitraum von 842 bis etwa 1340 von Altfranzösisch, l’ancien français, und von 1340 bis etwa 1610 von Mittelfranzösisch, le moyen français.

### Weitere Entwicklung in der Neuzeit
Im Jahre 1635 gründete Kardinal Richelieu die bis heute bestehende Académie française, die sich mit der „Vereinheitlichung und Pflege der französischen Sprache“ beschäftigt. Während der Regentschaft Ludwigs XIV. löste Französisch das Lateinische als Weltsprache nach und nach ab: es wurde zur Lingua franca des europäischen Adels, zunächst in Mitteleuropa, im 18. und 19. Jahrhundert auch in Osteuropa (Polen, Russland, Rumänien); zahlreiche Gallizismen gelangten in die Sprachen Europas. Auch heute noch zeugen Wörter wie Manieren, Noblesse, Kavalier, Etikette oder Konversation von der starken Anlehnung an französische Sitten und Gebräuche. Spätestens ab dem Frieden von Rastatt gilt Französisch als Sprache der Diplomatie.
Leibniz (1646–1716) bediente sich der französischen Sprache in seinen Schriften (Discours de métaphysique, 1686; Système nouveau de la nature, 1695; La monadologie, 1714 u. a.). Der diplomatische Schriftverkehr Bismarcks (1815–1898) wurde weitgehend auf Französisch verfasst. Nach dem Ersten Weltkrieg ging die Verwendung des Französischen langsam, aber stetig zurück.
Im 19. Jahrhundert entwickelte sich Frankreich zu einer Kolonialmacht und legte damit den Grundstein für die heutige Verbreitung der französischen Sprache außerhalb Europas und der französischen Kreolsprachen. Das 1830 aus den Vereinigten Niederlanden hervorgegangene Belgien erwarb ebenfalls eine Kolonie (Belgisch-Kongo) und führte dort die französische Sprache ein.
Durch den Aufstieg des englischsprachigen Vereinigten Königreichs im 19. Jahrhundert zur vorherrschenden Kolonialmacht und der englischsprachigen Vereinigten Staaten von Amerika im 20. Jahrhundert zur Supermacht entwickelte sich Englisch zur De-facto-Welthauptsprache und verdrängte das Französische aus weiten Teilen der Diplomatie, der Politik und des Handels. Dies zeigt sich etwa darin, dass der Friedensvertrag von Versailles von 1919 nicht mehr allein auf Französisch, sondern auch auf Englisch verfasst wurde. Als Gegengewicht zum britischen Commonwealth baute Präsident Charles de Gaulle, dem an der Fortführung der Weltgeltung des Landes gelegen war, seit Beginn der Fünften Republik ein System von kulturellen Beziehungen zwischen Mutterland und ehemaligen Kolonien auf, unter anderem die Organisation internationale de la Francophonie, den Weltverbund aller französischsprachiger Staaten.
Im Jahr 1977 erhielt in Kanada das Gesetz 101 Rechtskraft, das Französisch als einzige Amtssprache der Provinz Québec festlegt.
Mit der Dezentralisierung in den 1980er Jahren wurde den Regionalsprachen sowie den Dialekten in Frankreich mehr Freiraum zugestanden, wodurch diese ein Wiederaufleben erfuhren. 1994 wurde in Frankreich das nach dem Kulturminister benannte Loi Toubon erlassen, ein Gesetz, das den Schutz der französischen Sprache sichern soll. Danach sollen Anglizismen im offiziellen Sprachgebrauch bewusst vermieden werden, entsprechend heißt zum Beispiel der Computer l'ordinateur, der Walkman le baladeur und die Software le logiciel.
Laut einer demographischen Analyse der kanadischen Université Laval und der Agence universitaire de la Francophonie wird sich die Anzahl der französischsprachigen Menschen im Jahr 2025 auf 500 Millionen und im Jahr 2050 auf 650 Millionen belaufen. 2050 würde dies sieben Prozent der Weltbevölkerung ausmachen. Grund für diesen starken Anstieg ist hauptsächlich der rasche Bevölkerungszuwachs in arabischen und afrikanischen Staaten.

## Aussprache
Aussprache und Sprachmelodie der französischen Sprache stellen viele Deutschsprachige vor Probleme, da das Französische mehrere Laute enthält, die im Deutschen unbekannt sind. Dazu zählen vor allem die Nasallaute. Auch die Betonung weicht vom Deutschen ab: Eine Wortgruppe (oder ein alleinstehendes Wort) wird auf der letzten Silbe betont. Im Satz haben die einzelnen Wörter oft eine engere Bindung als im Deutschen, weil weniger Wörter einen eigenständigen Betonungsgipfel aufweisen.
Weitere Schwierigkeiten treten beim Erlernen der Schriftsprache auf, weil sich Schriftbild und die Aussprache seit Jahrhunderten auseinanderentwickelt haben. Dabei folgt die Aussprache recht einfachen, konsequenten Regeln ohne viele Ausnahmen aus der Schreibweise. Umgekehrt aber enthält die Schrift viele historische Elemente, die in der Aussprache fehlen und aus ihr nicht ableitbar sind.

### Phoneminventar

#### Vokale

Vokaltrapez für die französische Sprache

Das Französische kennt – je nach Zählung – 11 bis 16 Vokalphoneme; alle sind Monophthonge:
- Oralvokale:
  - sieben vordere Vokale, unter denen sowohl gerundete als auch ungerundete vorkommen:
    - /⁠i⁠/: si – /si/ – falls
    - /⁠y⁠/: su – /sy/ – (er hat) gewusst
    - /⁠e⁠/: fée – /fe/ – Fee
    - /⁠ø⁠/: ceux – /sø/ – diese
    - /⁠ɛ⁠/: sait – /sɛ/ – (er) weiß
    - /⁠œ⁠/: sœur – /sœʁ/ – Schwester
    - /⁠a⁠/: sa – /sa/ – seine

  - drei bis vier hintere Vokale, unter denen sowohl gerundete als auch ungerundete vorkommen:
    - /⁠ɑ⁠/: pâte – /pɑt/ – Teig
    - /⁠ɔ⁠/: sort – /sɔʁ/ – Schicksal
    - /⁠o⁠/: sot – /so/ – dumm
    - /⁠u⁠/: sous – /su/ – unter

  - den Zentralvokal Schwa:
    - /⁠ə⁠/: ce – /sə/ – dieses
- Nasalvokale:
  - zwei vordere Vokale, von denen einer gerundet, der andere ungerundet vorkommt:
    - /⁠ɛ̃⁠/: brin – /bʁɛ̃/ – Halm
    - /⁠œ̃⁠/: brun – /bʁœ̃/ – braun

  - zwei hintere Vokale, von denen einer gerundet, der andere ungerundet vorkommt:
    - /⁠ɑ̃⁠/: sans – /sɑ̃/ – ohne
    - /⁠ɔ̃⁠/: son – /sɔ̃/ – sein, Klang

Die Oppositionen /⁠ɑ⁠/ – /⁠a⁠/ und /⁠œ̃⁠/ – /⁠ɛ̃⁠/ sind im Verschwinden begriffen bzw. werden bereits von der Mehrheit der Sprecher nicht mehr beachtet, in der Regel zugunsten des jeweils letztgenannten Phonems. Dadurch werden frühere Minimalpaare wie pâte vs. patte und brun vs. brin für Sprecher, die eines der beiden Phoneme nicht besitzen, zu Homophonen.

##### Die Nasalvokale
Die Nasalvokale tauchen immer dann auf, wenn nach dem Vokal ein „m“ oder „n“ und danach ein anderer Konsonant oder das Wortende folgt. In diesen Fällen dient das „m“ oder „n“ nur zur Anzeige der nasalen Aussprache des davor stehenden Vokals. Im Folgenden wird die nasale Aussprache durch die Tilde [  ̃] verdeutlicht:
- un – [œ̃] – eins
- mon – [mɔ̃] – mein
- pompe – [pɔ̃p] – Pumpe
- plante – [plɑ̃t] – Pflanze
- main – [mɛ̃] – Hand
- grand-mère – [ɡʁɑ̃ˈmɛʁ] – Großmutter

Folgt dem „m“ bzw. „n“ derselbe Konsonant oder ein Vokal, dann tritt keine Nasalierung ein:
- grammaire – [ɡʁaˈmɛʁ] – Grammatik
- pomme – [pɔm] – Apfel
- Anne – [an] – Anne (Vorname)
- une – [yn] – eine

Ausnahmen: Bei den Präfixen em- und en- bleibt die Nasalisierung erhalten (z. B.: emmancher, emménager, emmerder, emmitoufler, emmener, ennoblir, ennuyer), bei im- gilt es nur selten (immangeable, immanquable). Importe aus dem Englischen auf -ing (faire du shopping) und aus der Wissenschaftssprache auf -um (sprich ausnahmsweise: [ɔm], z. B.: uranium) nasalieren nicht.

#### Konsonanten
Das Französische kennt 20 bis 21 Konsonantenphoneme, je nachdem ob das Phonem /⁠ŋ⁠/ gezählt wird:
- sechs Plosive:
  - /⁠p⁠/: pou – /pu/ – Laus
  - /⁠b⁠/: boue – /bu/ – Schlamm
  - /⁠t⁠/: tout – /tu/ – alles
  - /⁠d⁠/: doux – /du/ – weich
  - /⁠k⁠/: cou – /ku/ – Hals
  - /⁠ɡ⁠/: goût – /ɡu/ – Geschmack
- vier Nasale:
  - /⁠m⁠/: mou – /mu/ – weich
  - /⁠n⁠/: nous – /nu/ – wir
  - /⁠ɲ⁠/: agneau – /aɲo/ – Lamm
  - /⁠ŋ⁠/: parking – /paʁkiŋ/ – Parkplatz
- sechs Frikative:
  - /⁠f⁠/: fou – /fu/ – verrückt
  - /⁠v⁠/: vous – /vu/ – Sie
  - /⁠s⁠/: sous – /su/ – unter
  - /⁠z⁠/: zoo – /zo/ – Zoo
  - /⁠ʃ⁠/: chou – /ʃu/ – Kohl
  - /⁠ʒ⁠/: joue – /ʒu/ – Wange
- drei Approximanten:
  - /⁠w⁠/: soin – /swɛ̃/ – Pflege
  - /⁠j⁠/: sien – /sjɛ̃/ – sein, ihr
  - /⁠ɥ⁠/: suint – /sɥɛ̃/ – Wollfett
- ein lateraler Approximant:
  - /⁠l⁠/: loup – /lu/ – Wolf
- das Phonem /⁠r⁠/:
  - [⁠ʁ⁠] (Stimmhafter uvularer Frikativ): roue – /ʁu/ – Rad
  - regional bzw. in älterer Aussprache auch als eine der folgenden Varianten: stimmloser uvularer Frikativ [⁠χ⁠] (vor und besonders nach stimmlosen Konsonanten, z. B. porte, proche, huitre), stimmhafter uvularer Vibrant [⁠ʀ⁠], stimmhafter alveolarer Vibrant [⁠r⁠], stimmhafter alveolarer Tap [⁠ɾ⁠]

|                        | bilabial | bilabial | labio- dental | labio- dental | alveolar | alveolar         | post- alveolar | post- alveolar | labio- palatal | labio- palatal | palatal | palatal | labio- velar | labio- velar | velar | velar | uvular   | uvular           |
| ---------------------- | -------- | -------- | ------------- | ------------- | -------- | ---------------- | -------------- | -------------- | -------------- | -------------- | ------- | ------- | ------------ | ------------ | ----- | ----- | -------- | ---------------- |
| stl.                   | sth.     | stl.     | sth.          | stl.          | sth.     | stl.             | sth.           | stl.           | sth.           | stl.           | sth.    | stl.    | sth.         | stl.         | sth.  | stl.  | sth.     |                  |
| Plosive                | p        | b        |               |               | t        | d                |                |                |                |                |         |         |              |              | k     | ɡ     |          |                  |
| Nasale                 |          | m        |               |               |          | n                |                |                |                |                |         | ɲ       |              |              |       | (ŋ)   |          |                  |
| Vibranten              |          |          |               |               |          | r (veralt./reg.) |                |                |                |                |         |         |              |              |       |       |          | ʀ (veralt./reg.) |
| Frikative              |          |          | f             | v             | s        | z                | ʃ              | ʒ              |                |                |         |         |              |              |       |       | χ (reg.) | ʁ                |
| Approximanten          |          |          |               |               |          |                  |                |                |                | ɥ              |         | j       |              | w            |       |       |          |                  |
| Laterale Approximanten |          |          |               |               |          | l                |                |                |                |                |         |         |              |              |       |       |          |                  |

Das Phonem /⁠ŋ⁠/ kommt fast ausschließlich in Fremdwörtern aus dem Englischen vor; von einigen Franzosen wird es als [⁠n⁠] realisiert.

### Stumme Zeichen
Aufgrund ihrer Geschichte, in der sich die Aussprache teilweise deutlich, die Schreibweise jedoch kaum verändert hat, hat die französische Sprache einen sehr großen Anteil stummer Zeichen. Insbesondere am Wortende können ganze Zeichengruppen stumm bleiben.

#### Wortanfang
Ein h am Wortbeginn bleibt stumm. Es wird jedoch – vor allem aus sprachgeschichtlichen Gründen – zwischen zwei verschiedenen h unterschieden: Neben dem ursprünglich aus der lateinischen Schreibtradition stammenden h gibt es das h aspiré („gehauchtes h“), das erst im 16. Jahrhundert in der Aussprache verstummt ist. Dieses h aspiré hat bis heute indirekte Auswirkungen auf die Aussprache:
1. Der bestimmte Artikel in der Einzahl hat vor h aspiré dieselbe Form wie vor einem beliebigen Wort, das mit einem Konsonanten beginnt, vgl. le haricot [lə‿ariko] „die Bohne“, la haine [la‿ɛn] „der Hass“. Der Artikel wird also – nicht – wie vor Vokalen (l'ami [lami] „der Freund“) apostrophiert.
2. Es gibt keine liaison (s. u.) vor einem Wort, das mit h aspiré beginnt, z. B. les haricots [le‿ariko]„die Bohnen“, ils haïssent [il‿ais]„sie hassen“ (im Gegensatz zu les amis [lɛzami] „unsere Freunde“, ils aiment [ilzɛm] „sie lieben“).

#### Konsonant am Wortende
Ist der Konsonant am Wortende ein -t (außer nach s), ein grammatisch bedingtes -s oder -x, einer dieser beiden Buchstaben in Ortsnamen, die Endung -d in den Verben auf -dre, die finite Verbendung -nt oder ein deutsches -g in Ortsnamen, so wird er nicht ausgesprochen, und vor ihm werden auch alle etwa noch davorstehenden p, t, c/k, b, d, nicht ausgesprochen.
- haut – [o] – „hoch“ (männliche Form, Singular)
- suis – [sɥi] – „(ich) bin“/„(ich) folge“/„(du) folgst“
- peux – [pø] – „(ich) kann“/„(du) kannst“
- Paris – [paʁi] – „Paris“
- Bordeaux – [bɔʁdo] – „Bordeaux“
- donnent – [dɔn] – „(sie) geben“ (am Wortende ist auch noch ein [⁠ə⁠] ausgefallen)
- attend – [atɑ̃] – „(er/sie/es/man) wartet“
- Strasbourg – [stʁazbuʁ] – „Straßburg“
- rompt – [ʁɔ̃] – „(er/sie/es/man) bricht“

Ferner haben ein stummes r
- die Infinitive der Verben auf -er wie donner „geben“,
- die Standesbezeichnungen auf -er wie boulanger (fem. boulangère) „Bäcker“ und
- die Maskulina der meisten Adjektive auf -er / -ère, aber mit den Ausnahmen cher „teuer“ und fier „stolz“, wo auch im Maskulinum das r gesprochen wird.

Weiterhin haben assez „genug“, chez „bei“ und die Verbformen auf -ez (2. P. Pl.) ein stummes z, das jedoch die Aussprache des vorangehenden Vokalt beeinflusst (geschlossenes e). Die Adjektive auf (im Femininum) -ille haben im Maskulinum stummes l (gentil [ʒɑ̃ti], gentille [ʒɑ̃tijə] „freundlich“); bei der Liaison wird dieses wie doppeltes l, also der Eselsbrücke zufolge wie das Femininum ausgesprochen (gentilhomme [ʒɑ̃tijɔm] „Gentleman“).
Unregelmäßig fällt der Konsonant aus bei
- vainc – [vɛ̃] – „siegt“
- assied usw. – [asje] „setzt“
- pied – [pje] – „Fuß“
- poids – [pwa] – „Gewicht“
- clef – [kle] – „Schlüssel“ (daher mittlerweile meist clé geschrieben)
- est – [⁠ɛ⁠] – „ist“.

In gewissen Wortverbindungen wird ein sonst stummer Endkonsonant ausgesprochen, wenn das nächste Wort mit einem Vokal beginnt (sog. Liaison). Dazu gehören verpflichtend unter anderem folgende Verbindungen:
- unbestimmter Artikel (Maskulinum) plus Adjektiv oder Substantiv: un ami – [œ̃n‿ami] – „ein Freund“
- bestimmter Artikel im Plural plus Adjektiv oder Substantiv: les amis – [lezami] – „die Freunde“
- Verben in der 3. Person plus Personalpronomen: est-il – [ɛt‿il] – „ist er?“
- Adjektiv vor Substantiv.

Grundsätzlich kann außer vor Satzzeichen immer eine Liaison hergestellt werden, aber nicht nach Infinitiven auf -er und wohl auch nicht nach Standesbezeichnungen auf -er.

#### Vokal am Ende eines Wortes
Auch ein e am Wortende ist zumeist stumm. Der in der Schrift davor stehende Konsonant ist zu artikulieren.
- haute – [ot] – „hoch“ (weibliche Form, Singular)
- vertes – [vɛʁt] – „grün“ (weibliche Form, Plural)

Die Apostrophierung (s. u.) ist ein durchaus ähnlicher Vorgang, erscheint aber im Schriftbild; beim weiblichen Artikel kann dort auch ein a ausfallen. Wo ein h aspiré die Apostrophierung verhindert, kann das e auch in der Aussprache nicht ausfallen, zumindest in der Hochsprache:
- le hasard – [ləazaʁ] – „der Zufall“

#### Konsonanten
Bei den seltenen Konsonantenhäufungen ist oftmals auch der eine oder andere Buchstabe nur noch ein stummes Überbleibsel der Etymologie, weil er dem Wohlklang im Wege stand:
- le doigt – [ləˈdwa] – der Finger, die Zehe
- les doigts – [leˈdwa] – die Finger, die Zehen

Bisweilen aber tauchen stumme Konsonanten am Wortende in der Aussprache wieder auf, wenn das folgende Wort mit einem Vokal beginnt. Es wird dann eine so genannte Liaison vorgenommen, also beide Wörter werden zusammenhängend ausgesprochen.
- vous – [vu] – ihr/Sie
- vous êtes – [vuˈzɛːt] – ihr seid/Sie sind

Da das h im Französischen nicht gesprochen wird, wird also auch bei vielen Wörtern, die mit h beginnen, eine Liaison vorgenommen.
- deux – [dø] – zwei
- deux heures – [døˈzœʁ] – zwei Uhr/zwei Stunden

Jedoch wird nicht immer eine Liaison durchgeführt. In manchen Fällen ist beides möglich.
Zudem gibt es eine ganze Reihe von Wörtern, die mit einem „aspirierten (gehauchten) h“ (h aspiré) beginnen. Dieses h bleibt zwar ebenso stumm, aber durch seine Existenz wird gewissermaßen die Autonomie des Wortes bewahrt, also keine Liaison vorgenommen.
- haricot – [aʁiˈko] – die Bohne
- deux haricots – [dø aʁiˈko] – zwei Bohnen

### Faustregeln
Zur Aussprache gewisser Buchstaben bzw. Buchstabengruppen lassen sich zumeist schnell Regeln finden, die auch in den meisten Fällen Gültigkeit haben.
| Buchstabe(n) | Aussprache                                  | Bemerkungen |
| ------------ | ------------------------------------------- | --- |
| à            | [⁠a⁠]                                         | nur in: à „an usw.“ (dagegen a „hat“), là „dort“ (dagegen la „die/der/das“), davon abgeleitet voilà, in déjà „schon“ und im seltenen çà „da“ (dagegen ça „das“). |
| æ            | [⁠ɛ⁠], [⁠e⁠]                                    | kommt nur in lateinischen Fremdwörtern vor |
| ai           | [⁠ɛ⁠]                                         | gilt nicht, wenn das „i“ zur Buchstabengruppe „ill“ gehört. Hochsprachlich ausnahmsweise [⁠e⁠] in j’ai „ich habe“ Ind. (dagegen j’aie „ich habe“ Subj.) und den Formen des Passé simple (je donnai „ich gab“, dagegen je donnais „ich gab“ Impf.) und Futur simple (je ferai „ich werde tun“, dagegen je ferais „ich würde tun“). |
| an           | [⁠ɑ̃⁠]                                         | wenn Nasalierung (siehe dazu Bemerkungen oben) |
| c            | [⁠s⁠] oder [⁠k⁠]                                | [⁠s⁠] vor „e“, „i“ und „y“, auch mit diakritischen Zeichen, sonst [⁠k⁠] |
| ç            | [⁠s⁠]                                         | nur vor „a“, „o“ und „u“, auch mit diakritischen Zeichen |
| ch           | [⁠ʃ⁠]                                         | [⁠k⁠] vor „r“, sonst in wenigen Ausnahmen (z. B. charisme) |
| e            | [⁠ɘ⁠], [⁠ɛ⁠] und [⁠e⁠]                            | Ausfall von [⁠ɘ⁠] siehe oben. [⁠ɛ⁠] vor mehreren Konsonanten, x oder einem schließenden Konsonanten, auch wenn dieser stumm ist, mit Ausnahme von -s und im Verbplural -nt. [⁠e⁠] vor stummem „r“, stummem „z“ und in mes, tes, ses, des, les, ces und et. Ausnahme: femme [fam] „Frau“.                                              |
| é            | [⁠e⁠]                                         | [⁠ɛ⁠] die Ausnahme z. B. in médecin und dem zweiten in événement |
| è, ê         | [⁠ɛ⁠]                                         | |
| (e)au        | [⁠o⁠]                                         | statt sonst üblichem „s“ folgt hier eher ebenso stummes „x“ |
| en           | [⁠ɛ̃⁠] neben [⁠ɑ̃⁠]                               | wenn Nasalierung. Diese unterbleibt auch in den finiten Verbformen auf „-ent“. Obwohl zumeist mit dem Laut [ɛ̃] assoziiert, kommt dieser nur in betonter Stellung vor; ansonsten und auch beim Wort «en» und der betonten Endung -ent(e) spricht man [⁠ɑ̃⁠].                                                                        |
| eu           | meistens [⁠ø⁠] (neben [⁠œ⁠])                    | außer [⁠y⁠] bei eu „gehabt“. Für gageure (seit der Rechtschreibreform 1990 auch gageüre geschrieben) sagt man /ɡaʒyʁ/, da es sich um gage + „-ure“ handelt. x statt s wie oben. |
| g            | [⁠ʒ⁠] oder [⁠ɡ⁠]                                | [⁠ʒ⁠] vor „e“, „i“ und „y“, auch mit diakritischen Zeichen, sonst [⁠ɡ⁠]. Bei Konjugation, und in gageure s. o., kann daher lautloses (nicht nur verstummtes) „e“ eintreten: nous mangeons von manger. |
| gu           | [⁠ɡ⁠]                                         | nur vor „e“ und „i“, auch mit diakritischen Zeichen, auch vor „a“, „o“ und „u“ bei konjugierten Verbformen, z. B.: nous conjuguâmes, nous conjuguons. Sofern das u selber gesprochen wird [⁠ɥ⁠], wird es mit einem Trema (ü) versehen.                                                                                            |
| (a)in        | [⁠ɛ̃⁠]                                         | wenn Nasalierung. |
| ill          | nach Vokalen [⁠j⁠] anderswo [ij], selten [il] | „ill“ wird nach Vokalen als /j/ gesprochen (z. B. canaille, nouille). Anderswo wird „ill“ meistens als /ij/ gesprochen (bei fille, bille, grillage). Nach Wörtern, die im Lateinischen mit „-ill-“ geschrieben wurden, wird /il/ gesprochen (bei ville, villa, mille, million).                                                 |
| j            | [⁠ʒ⁠]                                         | |
| o            | [⁠ɔ⁠]                                         | |
| ô            | [⁠o⁠]                                         | |
| on           | [⁠ɔ̃⁠]                                         | wenn Nasalierung. |
| œ            | [⁠œ⁠], [⁠e⁠]                                    | |
| œu           | meistens [⁠œ⁠] (neben [⁠ø⁠])                    | „x“ statt „s“ wie bei eu. Spezialaussprache (un) oeuf [œf], (deux) oeufs [⁠ø⁠] |
| oi           | [wa], [wɑ]                                  | gilt nicht, wenn das „i“ zur Buchstabengruppe „ill“ gehört |
| ou           | [⁠u⁠], [⁠w⁠]                                    | letzteres ein engl. „w“, und zwar vor Vokalen (hauptsächlich am Wortanfang) |
| où           | [⁠u⁠]                                         | nur in où „wo“ (dagegen ou „oder“). |
| ph           | [⁠f⁠]                                         | |
| q(u)         | [⁠k⁠]                                         | In wenigen Wörtern wird qu wie [kw] gesprochen (aquarium) |
| r            | [⁠ʁ⁠]                                         | näher am deutschen „ch“ in ‚Bach‘ als an allen anderen deutschen Weisen, ein „r“ zu sprechen. |
| s            | [⁠s⁠], [⁠z⁠]                                    | Letzteres das weiche „s“. Am Wortanfang scharfes „s“, bei Liaison immer weich (Bedeutungsunterschied ils sont [ilsɔ̃] „sie sind“, ils ont [ilzɔ̃] „sie haben“). Sonst Unterschied wie in der deutschen Hochlautung. |
| u            | [⁠y⁠], [⁠ɥ⁠]                                    | letzteres wie „w“, doch mit „ü“ statt mit u-Laut gebildet. |
| un           | [œ̃]                                         | wenn Nasalierung. Aussprache variiert zu [ɛ̃]. |
| v            | [⁠v⁠]                                         | also deutsches „w“ |
| w            | [⁠w⁠] oder [⁠v⁠]                                | selten |
| x            | [ɡz] oder [ks]                              | Liaisons-X ist wie „s“ auszusprechen. |
| y            | [⁠i⁠] oder [⁠j⁠]                                | der vorgehende Vokal wird meist wie ein mit „-i“ gebildeter Diphthong ausgesprochen. Bei ay betrifft dies aber nur die häufig vorkommenden Wörter, nämlich pays [pɛi] „Land“ und die Verben auf -ayer. Niemals deutsches „ü“ sprechen.                                                                                          |
| z            | [⁠z⁠]                                         | |
| Vokal + m    | Nasalvokal                                  | wie bei +n. |

### Die Apostrophierung
Französisch erhält seinen Klang nicht nur durch den Wegfall der Aussprache (Elision) „unnötiger“ Konsonanten, sondern auch durch das Auslassen von Vokalen, vor allem des [⁠ə⁠], damit es zu keiner Häufung (Hiat) kommt; siehe oben. In bestimmten grammatischen Gegebenheiten wird dies auch von der Rechtschreibung nachvollzogen und durch einen Apostroph gekennzeichnet.
- ce [sə] „es“ (vor dunklen Vokalen mit Cedille: ç’). Vor allem c’est [sɛ] „es ist“, c’était [setɛ] „es war“, Qu’est-ce que c’est? [kɛskəˈsɛ] „Was ist das?“
- que [kə] „was, wie, das(s)“ Statt durchaus üblichem qu’on „dass man“ gilt que l’on als vornehmer.
- je [ʒə] „ich“ vor Verbformen und den Pronomen y und en. Beispiel: j’ai [ʒe] „ich habe“, J’en ai marre. [ʒɑ̃neˈmaʁ] „Ich habe das satt!“
- me [mə] „mich“
- te [tə] „dich“ Beispiel Je t’aime. [ʒəˈtɛm] „Ich liebe dich.“
- se [sə] „sich“
- ne [nə] ist die Verneinungspartikel (wird in der Umgangssprache oft weggelassen). Beispiel: Je n’habite pas en France [ʒənabitˈpɑ(z)ɑ̃fʁɑ̃s] „Ich wohne nicht in Frankreich.“ Dem deutschen nicht entspricht hier übrigens frz. pas, nicht etwa ne.

Außer [⁠ə⁠] wird in jeweils einem Fall auch [⁠a⁠] bzw. [⁠i⁠] weggelassen:
- la [la] „die“ (femininer Artikel), z. B. l’huile „das Öl“ (mit h muet!)
- si [si] „falls“ (Konjunktion), nur in s'il „falls er“.

In der Umgangssprache wird auch das [⁠y⁠] in tu gerne weggelassen (so bei t’as statt tu as).
Vor einem h aspiré (siehe oben) kann nicht gekürzt werden.

### Homonyme
Im Regelfall sind Homographe im Französischen auch Homophone, wobei es Ausnahmen gibt:
- (le / les) fils [fis] „(der/die) Sohn/Söhne“ – (les) fils [fil] „(die) Fäden“
- (tu) as [a] „(du) hast“ – (un) as [ɑs] (ein) Ass
- (il) est [ɛ] „(er) ist“ – (l’)est [ɛst] „(der) Osten“
- (nous) portions [pɔʁ.tjɔ̃] „(wir) trugen“ – (les) portions [pɔʁ.sjɔ̃] „(die) Teile“
- (le) couvent [ku.vɑ̃] „(das) Kloster“ – (ils) couvent [kuv] „(sie) brüten“
- (le) lot [lo] „(das) Los“ – (le) Lot [lɔt] „(der) Fluss Lot“

## Grammatik
Französisch ist eine romanische Sprache, d. h., sie ist aus dem antiken Latein entstanden. Wie auch in vielen anderen Sprachen dieses Sprachzweigs, wie Spanisch oder Italienisch, zeichnet sich die französische Grammatik dadurch aus, dass die Deklinationen des Lateinischen getilgt wurden, teilweise mit Ausnahme der Personalpronomen (z. B. je – me, tu – te). An grammatischen Geschlechtern kennt das Französische zwei: Maskulinum und Femininum. Die Artikel, die verwendet werden, haben sich aus den lateinischen Demonstrativpronomen entwickelt. Außerdem hat sich die Flexion der Verben in mehreren Zeiten geändert, die nun mit Hilfsverb und Partizip konstruiert werden.
Die Grundwortstellung des Französischen ist Subjekt – Verb – Objekt. Hierbei ist aber zu beachten, dass Objektpronomen oft als Klitika, also „angelehnte Pronomen“ erscheinen; sie verhalten sich dann zusammen mit einem Verb wie ein Wort und stehen nicht als eigener Satzteil nach dem Verb. Zu Abweichungen von der SVO-Abfolge siehe auch unter Inversion in den romanischen Sprachen.

## Zahlensystem

### Geschichte
Das in Frankreich benutzte Zahlensystem ist eine Mischung aus dem Dezimalsystem der Römer und dem Vigesimalsystem der Kelten. Beide Systeme existierten jahrhundertelang nebeneinander und man zählte im Mittelalter: 20: vingt, 30: vingt-dix (20+10), 40: deux-vingts (2×20), 50: deux-vingt-dix (2×20+10), 60: trois-vingts (3×20), 70: trois-vingt-dix (3×20+10), 80: quatre-vingts (4×20), 90: quatre-vingt-dix (4×20+10) usw.
Spuren dieser Zählweise finden sich im Namen des 1260 errichteten Hôpital des Quinze-Vingts mit 300 Plätzen (15×20), in der Komödie Die gelehrten Frauen von Molière, in der 120 mit six-vingts (6×20) angegeben wird oder im Roman Der Glöckner von Notre-Dame von Victor Hugo, in dem die Pariser Polizeitruppe „Les onze-vingts“ (11×20), bestehend aus 220 Mann, erwähnt wird.
Seit dem Ende des Mittelalters verbreitete sich in Frankreich das Dezimalsystem und ersetzte das Vigesimalsystem immer weiter. Die im 17. Jahrhundert erschienenen Dictionnaires schrieben die Verwendung des Dezimalsystems vor. Jedoch beharrten zwei illustre Grammatiker der Académie française, Claude Favre de Vaugelas und Gilles Ménage, darauf, für 70, 80 und 90 das Vigesimalsystem beizubehalten. Folglich zählen die Franzosen bis heute mit dem Dezimalsystem nur bis 60, während die frankophonen Schweizer es durchgehend bis 100 gebrauchen.

## Sprachbeispiel
Allgemeine Erklärung der Menschenrechte:

« Tous les êtres humains naissent libres et égaux en dignité et en droits. Ils sont doués de raison et de conscience et doivent agir les uns envers les autres dans un esprit de fraternité. »

„[tu lez‿ɛtʁəz‿ymɛ̃ nɛs libʁ‿e eɡo ɑ̃ diɲite e ɑ̃ dʁwa il sɔ̃ dwe də ʁɛzɔ̃ e də kɔ̃sjɑ̃s e dwavt‿aʒiʁ lez‿œ̃z‿ɑ̃vɛ lez‿otʁ dɑ̃z‿œ̃n‿ɛspʁi də fʁɑtɛʁnite]“

„Alle Menschen sind frei und gleich an Würde und Rechten geboren. Sie sind mit Vernunft und Gewissen begabt und sollen einander im Geist der Brüderlichkeit begegnen.“

## Sprachfallen: Falsche Freunde („faux-amis“)
Mit den typischen Fehlern, die beim Erlernen und Übersetzen der französischen Sprache auftreten können, beschäftigen sich folgende Artikel:
- Falscher Freund
- Liste falscher Freunde im Französischen